# 酷6网
酷6网（酷溜网）是中国一个视频分享网站，成立于2006年，2009年酷6网被盛大集团收购。

## 歷史
- 2006年7月，酷6网上线试运行。
- 2010年8月，酷6网借壳华通世纪在纳斯达克上市，成为中国第一家独立上市的视频网站。[3]
- 2015年8月，纳斯达克向酷6传媒发出通知函，告知公司股价在过去连续30个交易日未能达到市值所规定的1美元最低标准，要求酷6传媒在未来180天内重新达到继续挂牌交易的标准，否则摘牌。[3]
- 2016年7月，酷6网与盛大签署最终合并协议，酷6网私有化退市。[4]

## 外部連結
- 酷6网 （页面存档备份，存于）